# Caryospora undata
Caryospora undata – gatunek pasożytniczych pierwotniaków należący do rodziny Eimeriidae z podtypu Apicomplexa, które kiedyś były klasyfikowane jako protista. Występuje jako pasożyt drapieżnych ptaków. C. undata cechuje się tym iż oocysta zawiera 1 sporocystę. Z kolei każda sporocysta zawiera 8 sporozoitów.
Obecność tego pasożyta stwierdzono u mewy srebrzystej (Larus argentatus), maskonura złotoczubego (Lunda cirrhata) oraz u podgatunku nurzyka zwyczajnego (Uria aalge aalge) należących do rodziny alk.